# Пер Крог
Пер Лассон Крог (норв. Per Larsson Krohg; 18 червня 1889 — 3 березня 1965) — норвезький художник. Його найчастіше асоціюють із фрескою, яку він створив для Палати Ради Безпеки ООН.

## Біографія
Пер Крог народився в сім'ї живописців Крістіана Крога та Оди Крог. Сім'я жила в Парижі, де виріс художник. Він рано проявив мистецький талант, і вчився спочатку разом із батьком (з 1903 по 1907), а потім з Анрі Матіссом (з 1909 по 1910). У перші роки він працював ілюстратором газет і викладав танго в Парижі.
Робота як митця охоплювала широке поле — від паперових малюнків, ілюстрацій та плакатів до сценографії, скульптури та монументальних картин. Після повернення до Норвегії в 1930 році викладав у Національній академії мистецтв в Осло. Під час Другої світової війни був примусовим робітником у таборі тюремних в'язнів. У 1946 році Крог був призначений професором Національної академії мистецтв і обіймав посаду його директора з 1955 по 1958 рік.
Крон створив фреску для Палати Ради Безпеки ООН, розташованої в будівлі ООН у Нью-Йорку. Він прикрашав багато інших громадських будівель великими фресками, включаючи будівлі фізики та хімії в університеті в Осло та мерію Осло. Він представлений шістьма роботами в колекції в Національній галереї Данії.
1928 року написав портрети скандальної паризької моделі та співачки Кікі.

## Особисте життя
Пер Крог був одружений двічі. У 1915 році він одружився з художницею Сесіль Марі («Люсі») Віділь (1891—1977). Шлюб був розірваний у 1934 році.
Того ж 1934 він одружується з Рагнхільд Елен Андерсен (1908—1972).
Від першого шлюбу мав сина Гая Крога (1917—2002), норвезького художника.
Від другого — сина Мортена Крога (1937), норвезького художника та графіка.